# إيما فريس
إيما فريس (مواليد 31 أكتوبر 1999)  هي لاعبة كرة يد دنماركية، حصلت مع منتخب الدنمارك على المركز الثالث في بطولة العالم 2021.

## روابط خارجية
- إيما فريس على موقع الاتحاد الدولي لكرة اليد (الإنجليزية)
- إيما فريس على موقع الاتحاد الأوروبي لكرة اليد (الإنجليزية)
- إيما فريس على موقع اللجنة الأولمبية الدولية (الإنجليزية)